# Юзеф Калужа
Юзеф Ігнацій Калужа (пол. Józef Ignacy Kałuża; 11 лютого 1896, Перемишль, Австро-Угорщина — 11 жовтня 1944, Краків, Генеральна губернія) — польський футболіст та тренер, виступав на позиції нападника в «Краковії», гравець збірної, учасник олімпійських ігор, головний тренер збірної Польщі в 1932—1939 роках.

## Життєпис
Народився 11 лютого 1896 року в Перемишлі, у родині з військовими традиціями. Його батько Анджей був офіцером австрійської армії. З 1903 року родина мешкала в Кракові.
За професією був учителем польської мови і літератури, також іноді займався журналістикою. Освіту здобув у 1911—1915 роках в учительській семінарії Кракова. Строкову службу проходив в австрійській армії. Працював учителем у загальноосвітній школі на вулиці Гжегоржецькій. В період керівництва збірної публікував статті та коментарі в краківській газеті «Raz, dwa, trzy».
У футбол розпочав грати у дитячій школі перемиської «Полонії». Потім перейшов до Робочого клуб Кракова. З 1911 року футболіст Краковії.
Один з найкращих гравців довоєнної «Краковії». В її складі провів 404 матчі в різних турнірах. Відзначився у них 465 голами. Дебютував за Краковію 7 квітня 1912 року. Останній раз зіграв у складі команди 25 травня 1931 року.
У складі збірної Польщі брав участь у 16 офіційних матчах (загалом, включаючи офіційно невизнані, в 21). Відхначився 7 (8) голами. Забив перший м'яч національної збірної на території Польщі: 3 червня 1923 року в матчі з командою Югославії (1:2).
Декілька разів протягом кар'єри намагався перейти на тренерську роботу. У 1922 році успішно завершив переговори з краківською «Віслою», але в підсумку залишився в «Краковії», де був тимчасовим граючим тренером. Також, паралельно з грою за Краковію був тренером у варшавській «Легії» в 1930 році.
По завершенні футбольної кар'єри, став тренером. У 1932 році був призначений тренером збірної Польщі. Домігся зі збірною її перших великих успіхів, які до 1970-х років залишалися недосяжними. У 1936 році привів збірну Польщі до 4 місця на Олімпійських іграх в Берліні. Під його керівництвом збірна вперше пробилася на чемпіонат світу 1938 року. На посаді тренера провів останній передвоєнний матч збірної зі збірною Угорщини, віце-чемпіонами світу, виграний поляками з рахунком 4:2.
Під час війни один з небагатьох керівних діячів PZPN, які залишилися в Польщі. Відповів відмовою на пропозицію про співпрацю з окупаційною адміністрацією.
Помер 11 листопада 1944 року в Кракові, після важкої хвороби, яка була викликана інфекцією. Ліки (пеніцилін), яке могло б його врятувати, було недоступно полякам в окупованому Кракові. Похований на Новому Підгірському кладовищі. Його похорони стали масовою антинацистською маніфестацією.

## Пам'ять
З 1946 року протягом декількох років розігрувався футбольний кубок ім. Юзефа Калужі між чемпіонами воєводств.
Ім'я Юзефа Калужі носить вулиця в краківському районі Блони, на якій стоїть стадіон клубу «Краковія». Також його ім'ям названа вулиця в Перемишлі, поруч зі старим стадіоном «Полонії» (Перемишль) (з'єднує набережну Вільсона й вулицю Спортивну). Також вулиця Юзефа Калужі є в подкраковской селі Тенчинок (між вулицями Замкова і Монджика).
До 70-річчя від дня смерті футболіста (2014 рік) було прийнято рішення розпочати збір коштів на спорудження біля стадіону Краковії пам'ятника Юзефу Калужі.
Під час опитування уболівальників на честь 95-річчя спортивного клубу «Краковія» (різні види спорту) в 2001 році, був названий найкращим спортсменом «Краковії» за всю її історію.
Краківська загальноосвітня школа спортивного резерву носить імена Генріка Реймана та Юзефа Калужі.

## Досягнення
- Чемпіонат Галичини
  -  Чемпіон (1): 1913

- Екстракляса
  -  Чемпіон (2): 1921, 1930
  -  Бронзовий призер (1): 1922

## Галерея

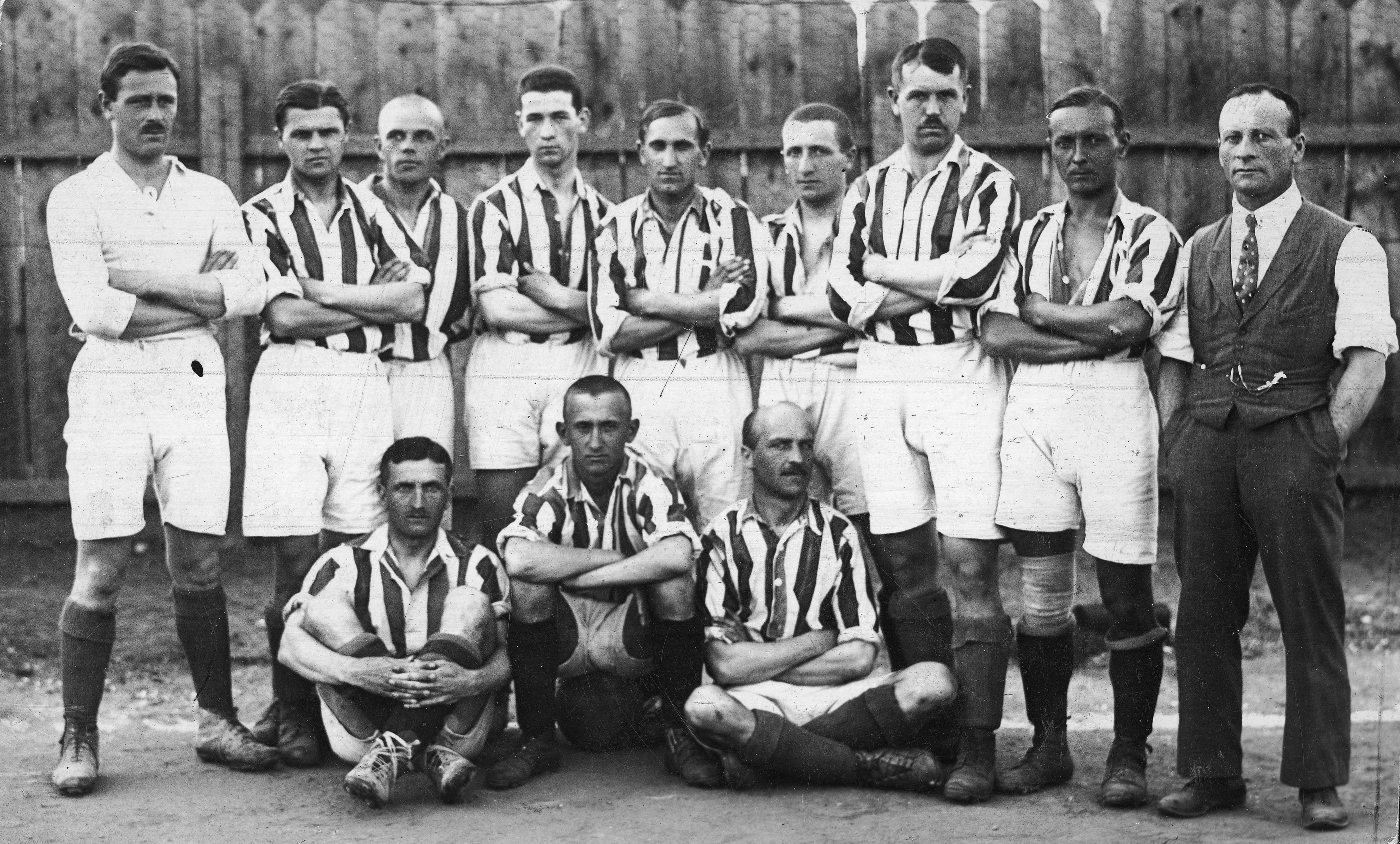
Калужа (стоїть посередині) в футболці «Краковії», чемпіона Польщі 1921 року
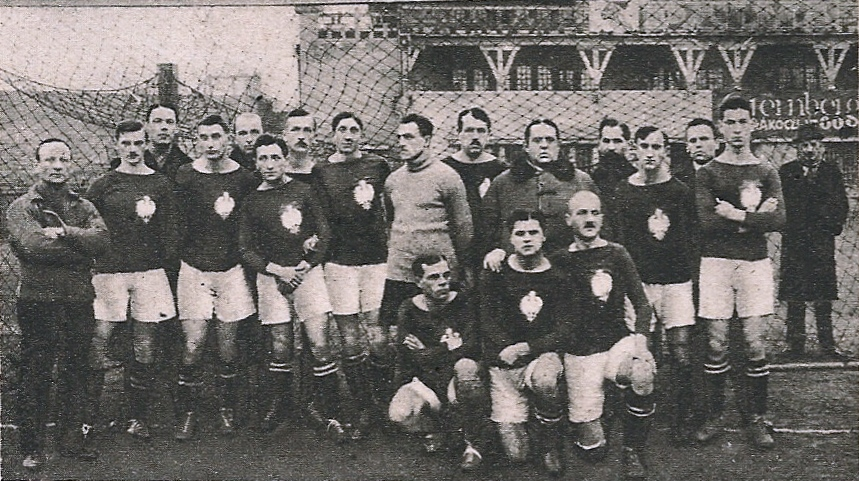
Калужа (стоїть другий праворуч у футболці з орлом) перед першим матчем збірної Польщі, 1921
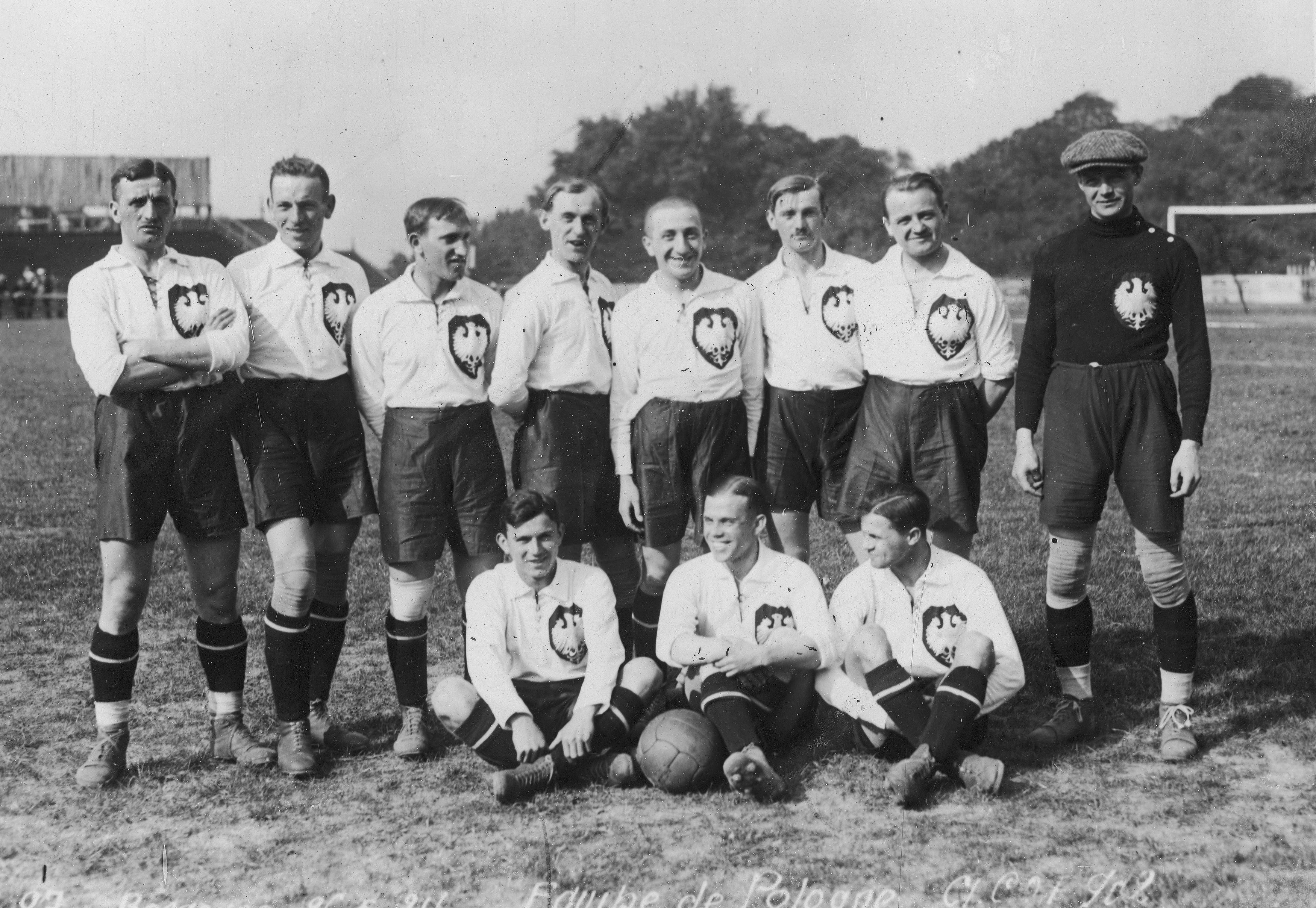
Калужа (стоїть третій ліворуч) у футболці збірної Польщі на Олімпійських іграх 1924 року
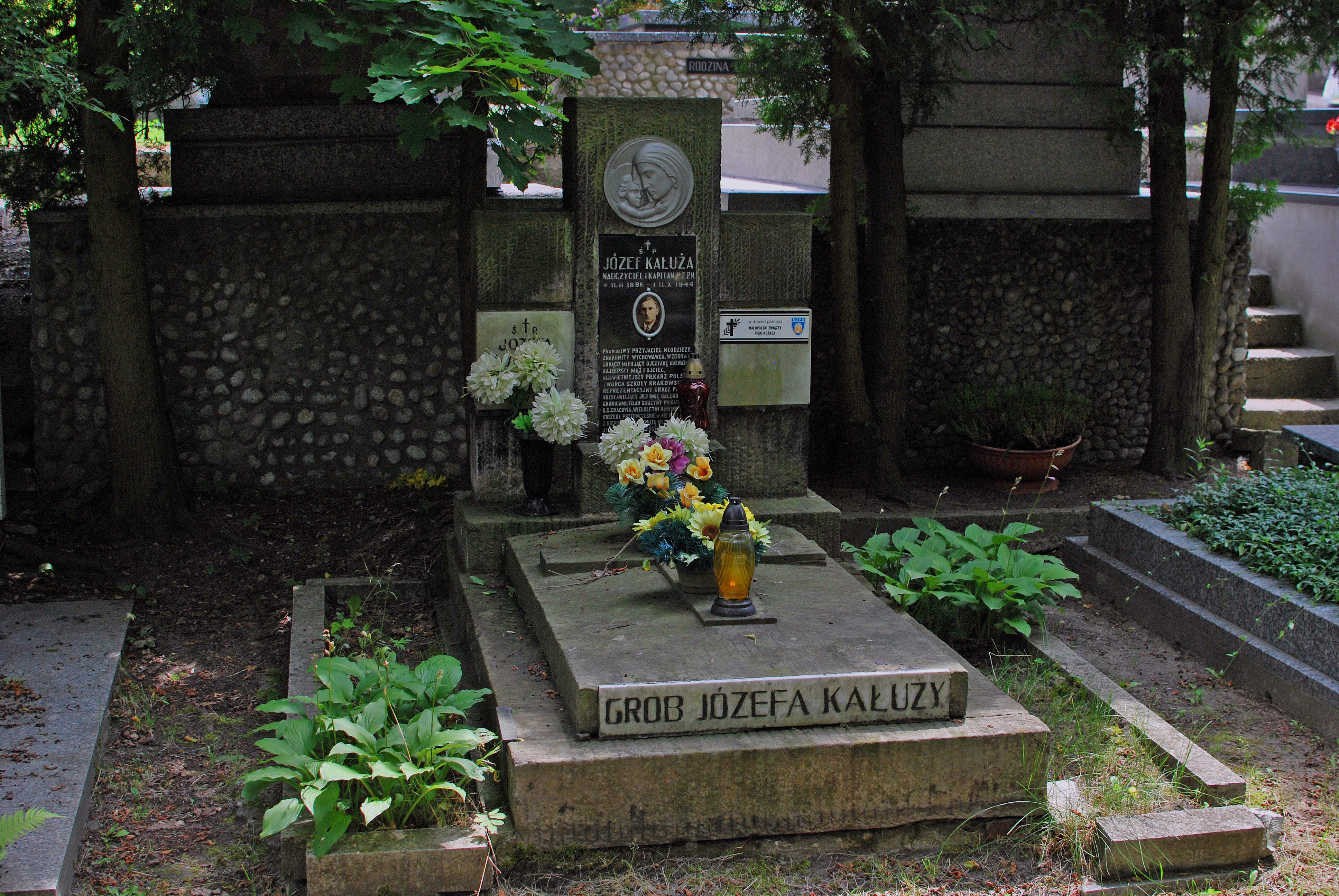
Могила Юзефа Калужі
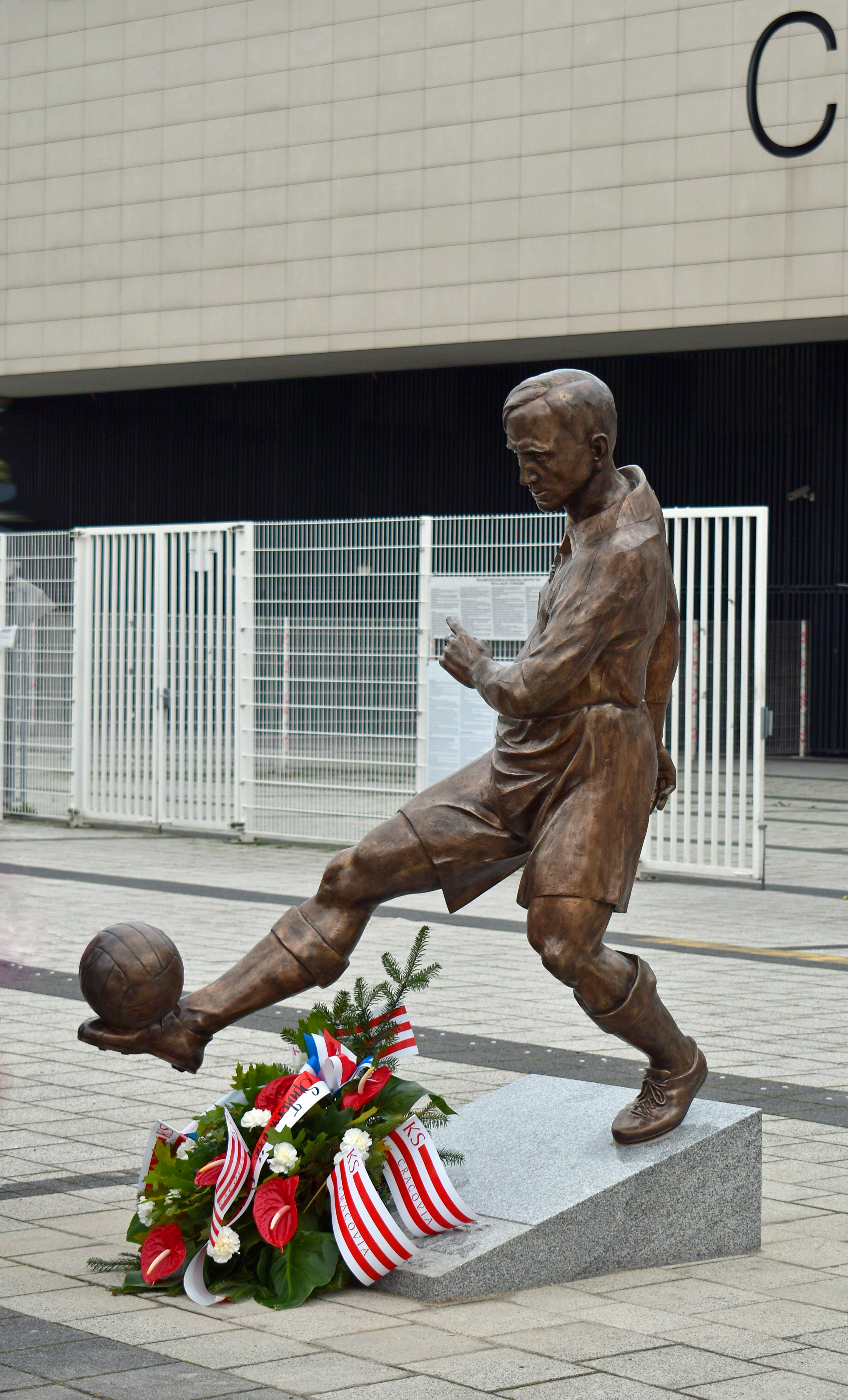
Пам'ятник Юзефу Калужі перед стадіоном у Кракові